# The Review of Economics and Statistics
The Review of Economics and Statistics és una revista acadèmica revisada per parells que cobreix l'economia aplicada, amb una rellevància específica per a l'àmbit de l'econometria. Els redactors en cap són Will Dobbie (Universitat Harvard) i Raymond Fisman (Universitat de Boston). La revista té més de 100 anys.
La revista, fundada inicialment com a The Review of Economic Statistics a la Universitat Harvard el 1917, va publicar el seu "volum inaugural" oficial el 1919. La revista va obtenir el seu títol actual el 1948. Com a primer editor en cap, Charles J. Bullock va remarcar a la seva declaració Prefatòria al primer número que "l'objectiu de la Revista és promoure la recopilació, la crítica i la interpretació de les estadístiques econòmiques, amb l'objectiu de fer-les més precises i valuoses del que són actualment per a finalitats empresarials i científiques".

## Editors en cap
Editors en cap de la revista
- Charles J. Bullock (1919–1924)
- Allyn A. Young (1921–1924)
- Edmund E. Day (1921–1924)
- Joseph S. Davis (1921–1924)
- John H. Williams (1921–1924, 1939–1948)
- Arthur E. Monroe (1921–1924)
- Joseph L. Snider (1921–1924)
- Warren M. Persons (1921–1928)
- Elizabeth Boody (1923–1924)
- William L. Crum (1928–1930, 1935–1947)
- Edwin Frickey (1931)
- Joseph B. Hubbard (1932–1934)
- Arthur H. Cole (1935–1948)
- Harold H. Burbank (1935–1948)
- Seymour E. Harris (1935–1964)
- Edward S. Mason (1935–1948)
- Joseph A. Schumpeter (1935–1948)
- John D. Black (1936–1948)
- Gottfried von Haberler (1936–1948)
- Alvin H. Hansen (1939–1948)
- Sumner H. Slichter (1939–1948)
- Wassily W. Leontief (1945–1948)
- John Litner (1965)
- Otto Eckstein (1966–1971)
- Hendrick S. Houthakker (1972–1992)
- Richard E. Caves (1992–1996)
- Robert A. Moffitt (1992–1998)
- James H. Stock (1992–2002)
- C. Peter Timmer (1992–1995)
- John Y. Campbell (1996–2002)
- Robert S. Pindyck (1997–2002)
- George J. Borjas (1999–2006)
- K. Daron Acemoglu (2002–2007)
- Dani Rodrik (2003–2008)
- Julio J. Rotemberg (2003–2008)
- Esther C. Duflo (2007)
- Alberto Abadie (2007–2011)
- Michael Greenstone (2007–2010)
- Philippe Aghion (2008–2015)
- Mark W. Watson (2008–2014)
- Gordon Hanson (2011–2015)
- Asim Ijaz Khwaja (2011–present)
- Amitabh Chandra (2012–present)
- David S. Lee (2012–2013)
- Bryan S. Graham (2014–present)
- Yuriy Gorodnichenko (2015–2017)
- Emir Kamenica (2016–2017)
- Amit K. Khandelwal (2016–present)
- Brigitte Madrian (2016–2018)
- Rohini Pande (2016–present)
- Shschar Kariv (2016–present)
- Olivier Coibion (2018–present)}}